# 東下り

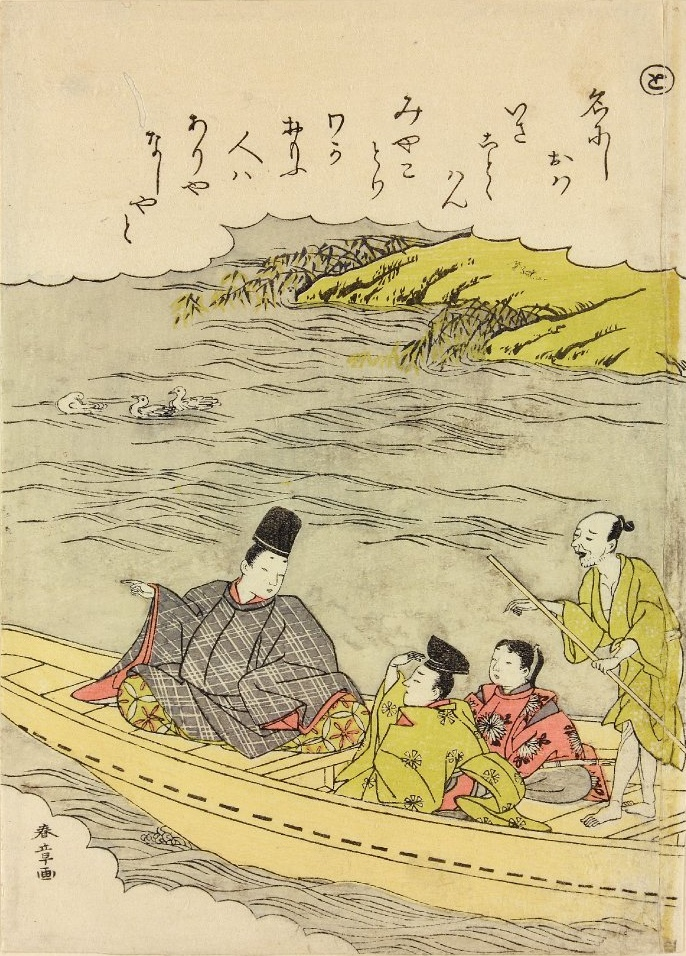
『風流錦絵伊勢物語』第9段「東下り」のうち、隅田川の景。絵師は勝川春章。『伊勢物語』を題材とした本作のこの場面と和歌については注釈で解説する。

東下り/東下（あづまくだり）とは、近世以前の日本社会における地方と移動に関する用語の一つで、都（首都）から東の方・地方（東国）へ行くこと、または、京の都（平安京）から坂東（関東地方）へ行くことをいう。
東下（とうか）ともいう。また、高い所から低い所へ下りてゆくことを下向（げこう）というが、そこから転じて「都から地方へ行くこと」をもそのようにいうため、「東下り」も含意している。

## 概要
「下る（くだる）」という語は、一つには、物事の「上下（じょうげ）」に関する古来日本語の概念である「かみ（上）」と「しも（下）」に則った用語で、大王（おおきみ）・皇尊（すめらみこと）の居所である皇居（広義）の所在地が都であり、都がある土地を「上（かみ）」、都から離れた土地を「下（しも）」と捉える概念のもとで、「下へ移動する」ことを指す。また、ここでの「行く（いく、ゆく）」は、行って戻ってくる旅行の「往路」を指す場合もあれば、二度と戻らない（あるいは、戻れない）ことが分かっている（あるいは、歴史的に決まっている）移動の場合もある。
武士が実権を握る中世になる、幕府（鎌倉幕府）が置かれたことから鎌倉が重要となり、つまりは鎌倉時代にはもっぱら「鎌倉へ行くこと」を「東下り」と呼ぶようになった。室町時代になると幕府の所在地も京都に遷ったが、安土桃山時代を経て江戸時代になると、東国にある江戸が幕府所在地となり、この時代には江戸が「東下り」の主な対象地域になった。その後、江戸から明治へと時代が移り変わると、江戸は東京と名を改め、天皇の在所が京都御所から東京の宮城（狭義の皇居、現在の皇居）へ遷った。古代より永らく変わることの無かった「皇居（広義）は常に近畿に所在し、それゆえに畿内〈畿内国〉は上方」で「東国は下る地域」という決まり事は、この歴史的事実をもって前提から崩れ、それ以降、「東下り」は歴史的用語に変わった。

## 海道下り
京都（平安京）から東海道を通って東国（または、関東地方）へ行くことを海道下り（かいどうくだり）といい、「東下り」と結果的同義の部分がある。また、そこに題材を見出し、東海道を京から東国へ向かって下る情景を描写する文芸や芸能が中世以降に生まれ、これらも総じて「海道下り」と呼ぶ。

## 下り物
京都に近い地方を「上方（かみがた）」といい、文化的豊かさの点で総合的に明らかな先進地域であった京都や大坂を抱える上方から江戸へ下ってくる高品質な産物と、低品質なものが多い地元・東国の産物を比較した東国の人々は、当然に前者を高く評価した。それにより、単に「（上方から東国へ）下ってくる物」を意味していたはずの「下り物（くだりもの）」という言葉は、「品質や価値の高いもの」「良いもの」を形容する言葉になった。「かみ（上）」と「しも（下）」の概念の影響下での文化と生産と流通経済が生み出した流れである。

## 下らない
「くだらない（下らない）」という形容詞は、上記の「下り物」から派生した。江戸時代前期の江戸周辺の人々にしてみれば、上方から東国へ下ってくる物が「下り物」で、それが高品質な物なら、地元で産して“下ってこない”物は「下らない物」であり、それは価値の低いもの、詰まらないものの代名詞であった。このような自虐的発想から、形容詞「くだらない（下らない）」も使われ始め、それは「価値の無い」「無意義な」「詰まらない」「問題にならない」などといったネガティブな語として通用語化していった。
その後、江戸・東京の文化の発展と時代の流れに伴って「下り物」という語は過去のものになってゆき、今や完全に廃語であるが、完全に定着した「くだらない」のほうは現代でも頻用される語となっている。